# Berta Rodríguez Callao
Berta Rodríguez Callao (Barcelona, 17 de octubre de 1959) es una abogada y política española. 
Es licenciada en Derecho. Fue diputada del Partido Popular entre el 30 de marzo de 2000 y el 20 de enero de 2004 por la circunscripción electoral de Barcelona. Desde 1999 es concejala en el ayuntamiento de San Cugat del Vallés.